# NGC 3842
NGC 3842 je eliptická galaxie v souhvězdí Lva vzdálená přibližně 320 milionů světelných let. Objevil ji William Herschel v roce 1785.
Je významná tím, že obsahuje jednu z nejhmotnějších dosud objevených obřích černých děr - má odhadovanou hmotnost 9,7 miliard hmotností Slunce.
NGC 3842 je nejjasnějším členem Kupy galaxií ve Lvu.